# Karasis Dağı
Der Karasis ist ein 930 m hoher Berg in den Ausläufern des östlichen Taurusgebirges, am nördlichen Rand der Çukurova nahe bei Kozan in der Provinz Adana (Türkei). Zu Bekanntheit gelangte er durch den Fund einer stark befestigten und gut erhaltenen antiken Festung auf dessen Bergrücken.